# Saint-Pierre-de-Nogaret
Saint-Pierre-de-Nogaret (okzitanisch Sent Pèire) ist eine französische Gemeinde mit 174 Einwohnern (Stand: 1. Januar 2022) im Département Lozère in der Region Okzitanien. Sie gehört zum Arrondissement Mende und zum Kanton Peyre en Aubrac. Die Einwohner werden Saint-Pierriens genannt.

## Lage
Die Gemeinde Saint-Pierre-de-Nogaret liegt im Gebiet der Causse de Sauveterre im südlichen Zentralmassiv in den Cevennen in der historischen Landschaft des Gevaudan an der Grenze zum Département Aveyron, 30 Kilometer westlich von Mende. Das Gemeindegebiet gehört zum Regionalen Naturpark Aubrac und wird vom Flüsschen Doulou durchquert. Umgeben wird Saint-Pierre-de-Nogaret von den Nachbargemeinden Les Hermaux im Norden und Nordosten, Saint-Germain-du-Teil im Nordosten und Osten,  Banassac-Canilhac im Südosten, Canilhac im Süden, Saint-Laurent-d’Olt im Südwesten und Westen sowie Trélans im Westen und Nordwesten.

## Bevölkerungsentwicklung
| Jahr                       | 1962 | 1968 | 1975 | 1982 | 1990 | 1999 | 2006 | 2015 | 2022 |
| Einwohner                  | 263  | 247  | 211  | 186  | 188  | 158  | 151  | 179  | 174  |
| Quellen: Cassini und INSEE |      |      |      |      |      |      |      |      |      |

## Sehenswürdigkeiten
- romanische Kirche Saint-Pierre-et-Saint-Paul

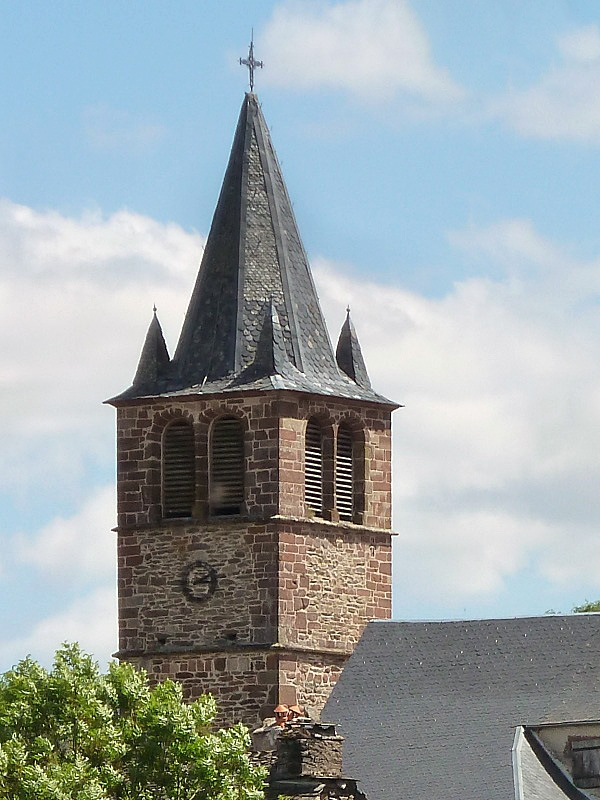
Turm der Kirche Saint-Pierre-et-Saint-Paul